# Ahad Pazadż
Ahad Pazadż (pers. احد پازاج; ur. 22 czerwca 1970 w Ardabilu) – irański zapaśnik w stylu klasycznym. Trzykrotny olimpijczyk. Jedenasty w Barcelonie 1992 i Atlancie 1996. Odpadł w eliminacjach w Seulu 1988. Startował w kategorii 62–63 kg.
Dwukrotny uczestnik mistrzostw świata, ósmy w 1995.
Brązowy medal na igrzyskach azjatyckich w 1990. Pięciokrotny medalista mistrzostw Azji, zdobył trzy złote medale w 1987, 1992 i 1993. Czwarty w Pucharze Świata w 1997 roku. Mistrz Azji i Oceanii w 1998 roku.